# Elena Vitrichenko

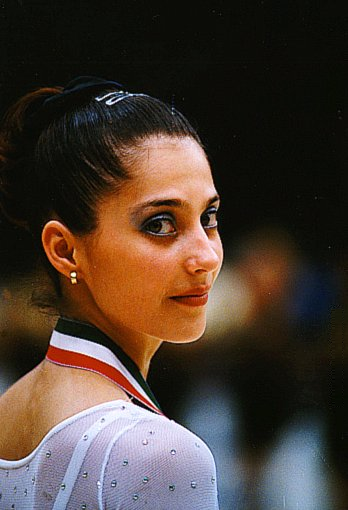
Elena Vitrichenko en el campeonato de Europa de 1999 de Budapest.

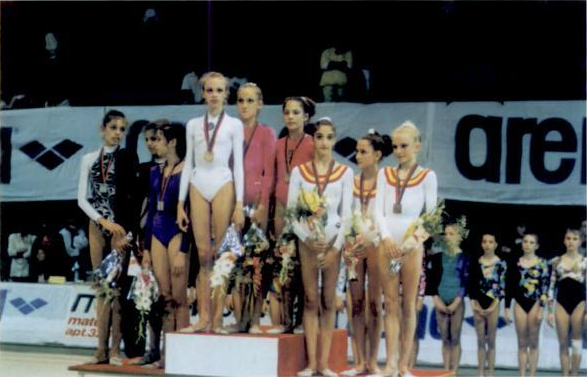
Pódium del campeonato de Europa júnior de 1991, donde figura el equipo soviético como primer clasificado, Bulgaria en segundo lugar y España en el tercero. El equipo soviético estaba formado por Ekaterina Serebrianskaya, Amina Zaripova y Elena Vitrichenko.

Elena Vitrichenko (en ucraniano, Олена Ігорівна Вітриченко) es una ex gimnasta ucraniana nacida en Odessa el 25 de noviembre de 1976. Fue entrenada por su madre Nina Vitrichenko.  

## Trayectoria
Tuvo una amplia trayectoria en las más destacadas competiciones internacionales de la gimnasia rítmica mundial, entre 1991 y 2000.
Participó en el campeonato Europeo júnior de 1991 de Lisboa, donde fue medalla de oro, con la Unión Soviética, por equipos junto con Ekaterina Serebrianskaya y Amina Zaripova. En esta competición fue medalla de oro en mazas, de plata en pelota, cuarta en aro y quinta en el concurso completo individual.
En el campeonato del mundo celebrado en Alicante en 1993 obtuvo una medalla de plata por equipos formando ya parte del combinado de Ucrania y otra en la final de pelota, además de tres medallas de bronce, en las finales de mazas, cinta y aro. En el concurso completo individual finalizó en sexta posición.
En 1994, en el Campeonato de Europa celebrado en Salónica fue medalla de plata en el concurso general individual, y obtuvo cuatro medallas de oro, por equipos y en las finales por aparatos de cinta, aro y cuerda, mientras que acabó quinta en la final de pelota. En el Campeonato Mundial de París fue sexta en el concurso completo individual, obtuvo la medalla de oro en la final de pelota, y la de plata en cinta, además de terminar cuarta en aro y quinta en mazas. 
En 1995, en el Campeonato Mundial de Viena fue medalla de oro en cinta, de plata en cuerda, y bronce por equipos y también en mazas, pero solo puedo ser sexta en el concurso completo individual. 
En el año 1996 estuvo en el Campeonato de Europa de Asker, donde fue nuevamente sexta en el concurso completo. En esta competición obtuvo la medalla de plata en pelota y dos medallas de bronce en mazas y cuerda, además de acabar sexta en cinta. Ese mismo año, en el campeonato del mundo de Budapest obtuvo una medalla de oro en cinta y de plata en mazas. El mismo año participó en los Juegos Olímpicos de Atlanta, donde obtuvo la medalla de bronce. 
En 1997 fue la gran triunfadora al obtener las medallas de oro en los concursos completos individuales tanto del campeonato de Europa celebrado en Patras como del campeonato del mundo de Berlín. En Patras fue además medalla de oro en aro, de plata en cinta, quinta en mazas y séptima en cuerda y en Berlín obtuvo otras tres medallas de oro, en cuerda, mazas y cinta, y una de plata en aro.
En el campeonato de Europa de 1998 de Matosinhos fue medalla de oro en mazas, de plata por equipos, de bronce en cuerda y cuarta en aro, pero solo pudo terminar séptima en el concurso general individual.
Participó también en el campeonato de Europa de 1999 de Budapest, donde obtuvo dos medallas de oro, en cinta y pelota, una de plata en cuerda y fue sexta en el concurso completo individual. Ese mismo año, en el campeonato mundial de Osaka de 1999 obtuvo medallas de oro tanto en aro como en cuerda y otra de bronce en cinta, además de terminar octava en pelota y quinta en el concurso completo.
En el campeonato de Europa de Zaragoza del año 2000 tras la competición de calificación, había finalizado en decimoséptima posición y decidió retirarse de la competición al considerarse perjudicada por las notas concedidas por un sector de jueces, entre las que se encontraban las de su propio país. Algunas semanas después, seis de las jueces fueron suspendidas y no pudieron ejercer su labor en los Juegos Olímpicos de Sídney al estimar que habían cometido irregularidades en el campeonato de Europa de Zaragoza.
Ese mismo año compitió en los Juegos Olímpicos de Sídney 2000, donde finalizó en cuarto lugar.